# 荷蘭戰役
荷蘭戰役（荷蘭語：Slag om Nederland）是黄色方案（德語：Fall Gelb）的一部分，德軍在1940年5月10日採取入侵低地三國和法國的軍事行動。荷兰的主要抵抗只持續至14日。西蘭省的荷軍繼續抵抗至17日。同日，荷蘭全境被佔領。
此戰役是史上大量首次使用傘兵攻擊敵方的戰略目標。德國空軍使用飛機投放傘兵至荷蘭的主要機場、鹿特丹和海牙，迅速瓦解了荷蘭軍隊的抵抗。
此戰役在轟炸鹿特丹後結束。在德國空軍的絕对制空權下，荷軍參謀部知道其弱小的空軍不能阻止德國空軍轟炸其他重要城市。荷蘭軍隊為了避免造成大量平民傷亡，最終被逼投降。荷蘭被德國佔領至1945年才被收復。

## 背景
歐州局勢在1930年代後期變得緊張。德國在1936年佔領了萊茵爾、1938年併吞了奥地利和蘇台德區。1939年初，德國佔領了捷克斯洛伐克；而意大利則佔領了阿爾巴尼亞。德國入侵這些國家的行為提醒荷蘭政府德國接下來可能進行入侵。但荷蘭只在4月進行局部動員。
荷兰政府希望能像25年前的第一次世界大战一樣保持中立，但为了避免入侵；荷蘭軍隊在8月24日开始全面动员。政府撥出900萬盾用作國防用途；一部分被用於興建3艘戰鬥巡洋艦。當時從國外獲得軍工設備是困難的，例如德國便故意把荷蘭訂購的工業設備扣押。希特拉在德国當權後，荷蘭雖然有更新軍事裝備，但速度遠比法國和比利時慢；軍費在1936年才開始緩慢增加。荷蘭政府不希望失去一個重要的貿易夥伴，因此不想破壞與德国的外交關係。為此，政府當局阻止人民批評納粹德國的政策，而荷蘭首相也相信德国不會入侵荷蘭。
1939年9月，德國入侵波蘭，英国和法国向德国宣戰，第二次世界大戰爆發。波蘭的戰役結束後，後西歐戰場並沒有發生重大戰事。英国和法国開始為進行長期戰爭準備；而德国和蘇聯則瓜分了波蘭。在10月9日，希特拉下令計畫入侵低地三國，將比利时、荷兰和盧森堡佔領，然後用作進攻法國的基地及防止盟軍攻擊德國工业基地魯爾區。
低地三國位于法德边界地区，是英法和德國雙方進攻的理想地點。英國首相丘吉爾在1940年1月2日的电台演說中表示希望荷蘭加入同盟國，以防止德國的攻擊。在德國軍机逼降比利時，德軍的攻擊低地三國的計畫洩露後，兩國仍拒絕了英國首相的建議。
1940年4月，在德国入侵丹麥和挪威之後，荷兰要像第一次世界大战那样保持中立的可能性已經愈来愈低了，國家开始全面備戰。荷兰边境部隊進入最高警戒裝態。第五縱隊在斯堪的納維亞地區的活動的傳聞，令一些荷蘭民眾擔心也有德國特工協助入侵荷蘭。4月19日，荷兰全國進入緊急狀態。但大部份民众仍十分樂觀，相信自己的国家不會被入侵。荷兰希望第一次世界大戰期間協約國的抑制政策能在這一次重演。4月10日，英法兩国再次要求荷蘭加入同盟國，再次被荷蘭拒絕。

### 荷兰軍隊策略

#### 陸軍

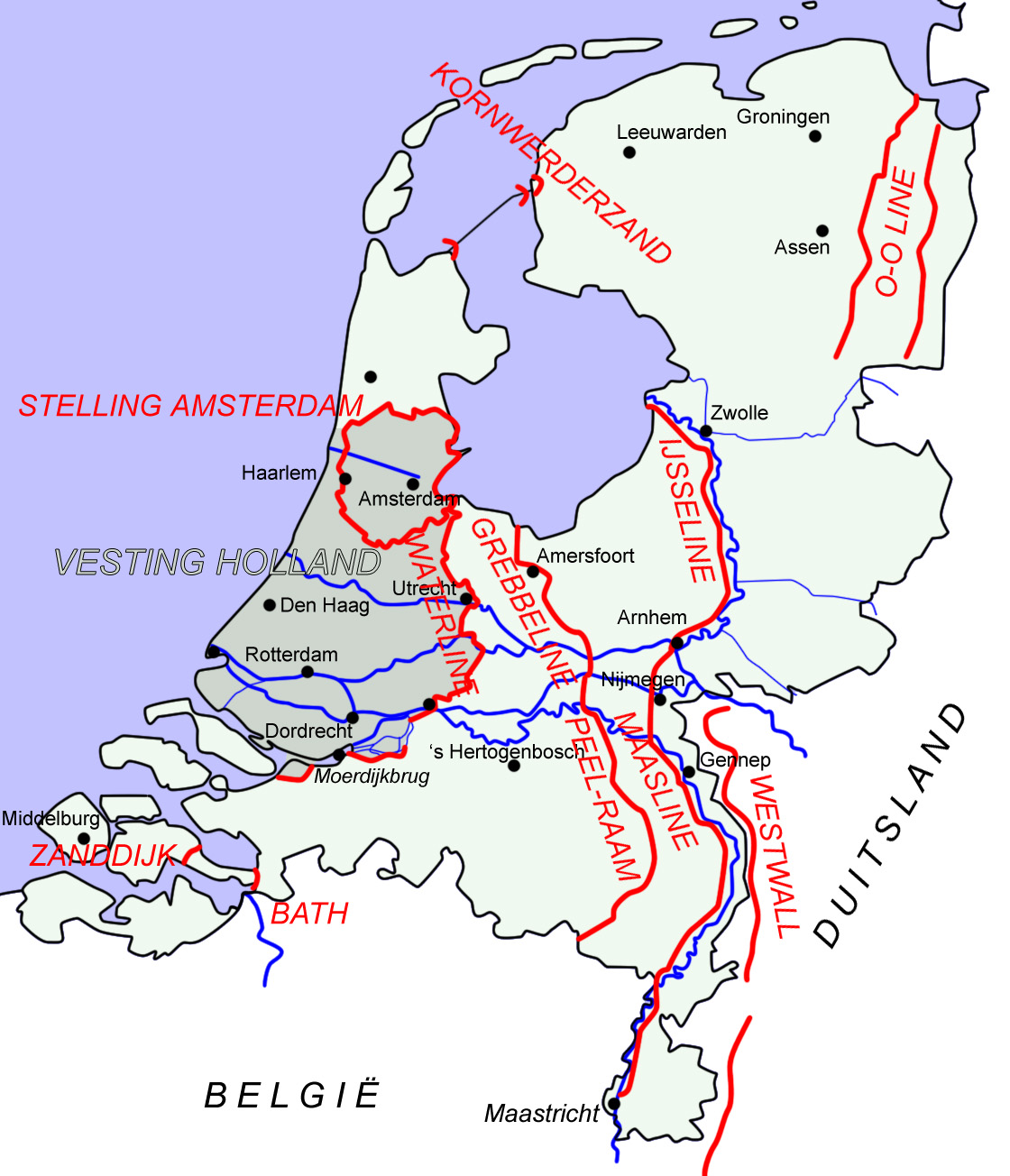
主要荷兰防线

在这个人口密度大、有紀律和受過良好教育的国家，主要的目標都是為了保衛國家的強大技術和工業。當時的德軍仍然有很多缺點，尤其是裝備和訓練不足，但他们有大量現代的坦克和俯衝轟炸機；而荷蘭只有39輛坦克和數輛小戰車、空軍大部分都是落後的雙翼機。荷兰政府对战争的軟弱态度，可從軍隊落後的装备看到，一战后装备基本沒有增加，令他們的武器仍停留在1918年的水平。在1920年至1927年的經濟衰退和和平的國際氣氛中，國防預算被大幅削減。在這七年中，每年用在設備的錢只有150萬盾。在1931年和1933年，荷蘭政府的一個委員會指出，軍隊的装备已過於落後，需要立刻增加軍事預算，以更新他們的武器。
在1930年代，荷兰缺乏訓練有素的軍人和武器，導致了荷蘭軍隊不能迅速擴張。軍隊只有足夠的大砲裝配到八個步兵師（四個軍）和一師機動部隊，每個的兵力只有半個師/五營，其餘的步兵師則是輕型步兵，分散在各地拖延敵人的行動。他們共興建了2000個碉堡，但是碉堡的深度不夠，不足以阻止入侵。荷蘭沒有像比利時的埃本·埃馬爾要塞那樣的現代化大型要塞，唯一的現代化要塞是保衛阿夫鲁戴克大堤的Kornwerderzand，但在荷蘭其他地方根本沒有以此標凖建造的要塞。動員後，荷蘭共有48個步兵團以及22個步兵營。
在5月10日時，荷兰陸軍最明顯的不足是缺乏裝甲部隊。在其他主要參戰國均擁有相當多的裝甲部隊時，荷兰仍然沒有達到早前評估認為至少需要有的146輛現代坦克。荷兰軍隊有兩個中隊的裝甲車輛，各有12架M36/38坦克。另外12架DAF M39仍在裝配階段，仍然有裝備未安裝。還有一排5輛Carden-Loyd Mark VI小戰車，也在荷兰裝甲車的清單上。另外，荷蘭的重型武器有：676枝榴彈砲和野戰炮：310枝克虜伯75毫米野戰炮，52枝105毫米博福斯榴彈砲；他們還有克虜伯125毫米火砲、40枝150毫米sFH13、72枝克虜伯150毫米L/24榴彈砲和28枝維克斯152毫米L/15榴彈砲。另外還有300枝過時的 6 Veld（57毫米）8 Staal 84毫米野戰炮掩護抵抗軍。
荷蘭步兵使用約2200枝7.92毫米Schwarzlose M.08機槍和800枝Vickers機槍，其中很多都裝備到碉堡上，他們還配備了8000枝M.20 Lewis機槍輕機槍、每團有6個80毫米迫擊砲。荷蘭步兵缺乏火力，影響了作戰表現。

##### 空中突擊的危險
德軍在丹麥和挪威使用傘兵後，荷蘭司令部开始意識到他們可能成為空中突擊的受害者。為了預防這類攻擊，荷蘭在主要港口和空軍基地部署5個步兵營，加強了防空砲；增加了2輛小戰車和24輛裝甲車輛。

#### 空軍
當時的荷兰空軍體制上是陸軍的一部份，开戰當天共有155架飛机：28架雙引擎福克G.1、31架福克D.XXI、7架福克D.XVII戰鬥机、10架雙引擎福克T.V, 15架福克C.X和3架福克C.V轟炸机, 12架道格拉斯DB-8俯衝轟炸機（被當作戰鬥机使用）、 17架Koolhoven FK-51偵察机— 155架飛机中，有74架落后的雙翼飛機，當中又只有125架能夠作戰。空軍學校使用福克D.XXI、福克D.XVII、福克G.I,、福克T-V和福克C.V作訓練。荷兰空軍的資金不足，導致他們工厂生產飞机的數量不足。

## 後果
荷兰战败後，荷蘭女王威廉明娜在英国成立荷兰流亡政府。德国的佔領在1940年5月17日正式开始，5年后这个国家才獲得解放，佔領期間，有三十万荷兰人死亡。

## 註腳
1. ↑  Goossens, Dutch armament: Artillery, waroverholland.nl （页面存档备份，存于）
2. ↑  Hooton 2007, p. 48
3. 1 2 3 4 5 6 7 8  Goossens, Balance Sheet, waroverholland.nl （页面存档备份，存于）
4. ↑  Kaufmann, J. E.; Kaufmann, H. W. . Da Capo Press. 2 October 2007: 191. ISBN 9780306816918.[]
5. ↑  De Jong (1969), p. 570
6. ↑  De Jong (1969), p. 642
7. ↑  De Jong (1969b), p. 363
8. ↑  De Jong (1969), p. 548
9. ↑  Amersfoort (2005), p. 78
10. 1 2  Amersfoort (2005), p. 77
11. ↑  De Jong (1969), p. 438
12. ↑  De Jong (1969), p. 506
13. 1 2  Amersfoort (2005), p. 67
14. ↑  De Jong (1969), p. 541
15. ↑  Shirer (1960) p. 633
16. ↑  Frieser (2005), p. 74
17. ↑  De Jong (1969b), p. 129
18. ↑  De Jong (1969b), p. 203-208
19. ↑  De Jong (1969b), p. 254
20. ↑  De Jong (1969b), p. 251
21. ↑  De Jong (1969b), p. 254-256
22. ↑  De Jong (1969b), p. 256-258
23. ↑  De Jong (1969b), p. 258
24. ↑  De Jong (1969b), p. 392
25. ↑  De Jong (1969b), p. 393
26. ↑  De Jong (1969b), p. 249
27. ↑  De Jong (1969b), p. 324
28. ↑  Amersfoort (2005), p. 64
29. ↑  De Jong (1969b), p. 362
30. ↑  Amersfoort (2005), p. 72
31. ↑  Amersfoort (2005), p. 73, 76
32. ↑  Amersfoort (2005), p. 79
33. ↑  De Jong (1969b), p. 351
34. ↑  De Jong (1969), p. 562
35. 1 2  De Jong (1969b), p. 325
36. ↑  Schulten (1979), p. 24
37. ↑  Schulten (1979), p. 33-37
38. ↑  Schulten (1979), p. 38-40
39. ↑  Schulten (1979), p. 40-41
40. ↑  De Jong (1969b), p. 331
41. ↑  De Jong (1969), p. 545
42. ↑  De Jong (1969b), p. 332
43. ↑  De Jong (1969b), p. 330
44. ↑  Amersfoort (2005), p. 101
45. ↑  Amersfoort (2005), p. 188"
46. ↑  De Jong (1969b), p. 337
47. ↑  Niels Hillebrand. . www.milavia.net. 15 May 2004  [25 March 2010]. （原始内容存档于2011-07-16）.
48. ↑  De Jong (1969b), p. 338
49. ↑  De Jong (1969b), p. 340
50. ↑  Shirer, William L. . New York: Simon & Schuster. 1960: 723. ISBN 0671624202.
51. ↑  Oorlogsverliezen 1940–1945. Maandschrift van het Centraal Bureau voor de Statistiek, blz. 749.  （页面存档备份，存于）

### 書籍
- Amersfoort, Herman; Kamphuis, Piet (编), , Den Haag: Sdu Uitgevers, 2005, ISBN 901208959X （荷兰语）
- Schulten, C.M.; Theil, J., , Bussum: Unieboek BV, 1979, ISBN 9026945558 （荷兰语）
- C.W. Star Busmann. Partworks and Encyclopedia of world war II
- De Jong, Lou, , Amsterdam: Rijksinstituut voor Oorlogsdocumentatie, 1969 （荷兰语）
- De Jong, Lou, , Amsterdam: Rijksinstituut voor Oorlogsdocumentatie, 1969 （荷兰语）
- De Jong, Lou, , Amsterdam: Rijksinstituut voor Oorlogsdocumentatie, 1970 （荷兰语）
- Hooton, E. R., , London: Chervron/Ian Allen, 2007, ISBN 9781857802726
- Jentz, Thomas L., , Wölfersheim-Berstadt: Podzun-Pallas-Verlag, 1998, ISBN 3790906239 （德语）
- Frieser, Karl-Heinz, , R. Oldenbourg Verlag München, 2005 （德语）
- Shirer, William L., , New York: Simon & Schuster, 1960
- Powaski, Ronald E. . John Wiley. 2003. ISBN 9780471394310.